# Campeonato Sul-Americano de Voleibol Feminino Sub-18 de 2006
O  Campeonato Sul-Americano de Voleibol Feminino Sub-18 de 2006, foi a décima quinta edição da categoria Sub-18, ou seja, infanto-juvenil, disputada por oito seleções sul-americanas, competição realizada bienalmente, cuja entidade organizadora é a  Confederação Sul-Americana de Voleibol, as partidas aconteceram de 3 a 8 de outubro no nas cidades de Pucallpa,  Chosica e  Lima.A Seleção Brasileira conquistou o seu décimo segundo título nesta categoria, assegurando vaga no Mundial Infanto-Juvenil de 2007 e esta edição rendeu ao vice-campeão que foi a Seleção Peruana a outra vaga; e Leticia Raymundi, ponteira brasileira, recebeu o prêmio de Melhor Atacante e Melhor Jogadora da edição.

## Seleções participantes
As seguintes seleções confirmaram participação no Campeonato Sul-Americano Sub-18 de 2006:
| Equipe    | Última participação |
| --------- | ------------------- |
| Peru      | (Sede), 4º em 2004  |
| Argentina | 2º em 2004          |
| Bolívia   | 5º em 2000          |
| Brasil    | 1º em 2004          |
| Chile     | 5º em 2004          |
| Paraguai  | 6º em 1990          |
| Uruguai   | 7º em 2004          |
| Venezuela | 3º em 2004          |

## Primeira fase

### Grupo A
Classificação
- Local : Coliseo Cerrado de Pucallpa, Pucallpa-Peru [1]

|     |           |     | Jogos | Jogos | Jogos | Resultados | Resultados | Resultados | Resultados | Resultados | Resultados | Sets | Sets | Sets  | Pontos | Pontos | Pontos |
| Pos | Equipe    | Pts | T     | V     | D     | 3–0        | 3–1        | 3–2        | 2–3        | 1–3        | 0–3        | V    | P    | R     | V      | P      | R      |
| --- | --------- | --- | ----- | ----- | ----- | ---------- | ---------- | ---------- | ---------- | ---------- | ---------- | ---- | ---- | ----- | ------ | ------ | ------ |
| 1   | Brasil    | 9   | 3     | 3     | 0     | 3          | 0          | 0          | 0          | 0          | 0          | 9    | 0    | MAX   | 225    | 124    | 1.815  |
| 2   | Venezuela | 6   | 3     | 2     | 1     | 2          | 0          | 0          | 0          | 0          | 1          | 6    | 3    | 2,000 | 205    | 161    | 1.273  |
| 3   | Chile     | 3   | 3     | 1     | 2     | 1          | 0          | 0          | 0          | 0          | 2          | 3    | 6    | 0.500 | 166    | 187    | 0.888  |
| 4   | Paraguai  | 0   | 3     | 0     | 3     | 0          | 0          | 0          | 0          | 0          | 3          | 0    | 9    | 0,000 | 101    | 225    | 0.449  |

Resultados
| Data  | Hora  |              | Placar |           | Set 1 | Set 2 | Set 3 | Set 4 | Set 5 | Total | Relatório |
| ----- | ----- | ------------ | ------ | --------- | ----- | ----- | ----- | ----- | ----- | ----- | --------- |
| 3 out | 19:00 | 'Venezuela ' | 3–0    | Chile     | 25–17 | 25–12 | 25–21 |       |       | 75–50 | 75–50     |
| 3 out | 20:45 | 'Brasil '    | 3–0    | Paraguai  | 25-14 | 25-8  | 25-6  |       |       | 75–0  | 75–28     |
| 4 out | 19:00 | 'Venezuela ' | 3–0    | Paraguai  | 25-18 | 25-10 | 25-8  |       |       | 75–0  | 75-36     |
| 4 out | 20:30 | 'Brasil '    | 3–0    | Chile     | 25–16 | 25–14 | 25–11 |       |       | 75–41 | 75–41     |
| 5 out | 19:00 | 'Chile '     | 3–0    | Paraguai  | 25-16 | 25–15 | 25–6  |       |       | 75–21 | 75–37     |
| 5 out | 20:30 | 'Brasil '    | 3–0    | Venezuela | 25-17 | 25–19 | 25–19 |       |       | 75–38 | 75–55     |

### Grupo B
- Local : Coliseo Carmela Estrella, Chosica-Peru [1]

|     |           |     | Jogos | Jogos | Jogos | Resultados | Resultados | Resultados | Resultados | Resultados | Resultados | Sets | Sets | Sets  | Pontos | Pontos | Pontos |
| Pos | Equipe    | Pts | T     | V     | D     | 3–0        | 3–1        | 3–2        | 2–3        | 1–3        | 0–3        | V    | P    | R     | V      | P      | R      |
| --- | --------- | --- | ----- | ----- | ----- | ---------- | ---------- | ---------- | ---------- | ---------- | ---------- | ---- | ---- | ----- | ------ | ------ | ------ |
| 1   | Peru      | 9   | 3     | 3     | 0     | 3          | 0          | 0          | 0          | 0          | 0          | 9    | 0    | MAX   | 232    | 167    | 1.389  |
| 2   | Argentina | 6   | 3     | 2     | 1     | 2          | 0          | 0          | 0          | 0          | 1          | 6    | 3    | 2,000 | 218    | 177    | 1.232  |
| 3   | Bolívia   | 3   | 3     | 1     | 2     | 1          | 0          | 0          | 0          | 0          | 2          | 3    | 6    | 0.500 | 174    | 199    | 0.874  |
| 4   | Uruguai   | 3   | 3     | 1     | 2     | 1          | 0          | 0          | 0          | 0          | 2          | 3    | 6    | 0.500 | 144    | 225    | 0.640  |

Resultados
| Data  | Hora  |              | Placar |           | Set 1 | Set 2 | Set 3 | Set 4 | Set 5 | Total | Relatório |
| ----- | ----- | ------------ | ------ | --------- | ----- | ----- | ----- | ----- | ----- | ----- | --------- |
| 3 out | 19:00 | 'Argentina ' | 3–0    | Uruguai   | 25–18 | 25–10 | 25–19 |       |       | 75–47 | 75–47     |
| 3 out | 20:45 | 'Peru '      | 3–0    | Bolívia   | 25–13 | 25–9  | 28–26 |       |       | 78–48 | 78–48     |
| 4 out | 19:00 | 'Argentina ' | 3–0    | Bolívia   | 25–15 | 25–19 | 25–17 |       |       | 75–51 | 75–51     |
| 4 out | 20:30 | 'Peru '      | 3–0    | Uruguai   | 25–18 | 25–16 | 25–17 |       |       | 75–51 | 75–51     |
| 5 out | 19:00 | 'Bolívia '   | 3–0    | Uruguai   | 25–11 | 25–20 | 25–15 |       |       | 75–46 | 75–46     |
| 5 out | 20:30 | 'Peru '      | 3–0    | Argentina | 29–27 | 25–20 | 25–21 |       |       | 79–68 | 79–68     |

## Fase final

### 5º ao 8º lugar
- Local : Coliseo Carmela Estrella, Chosica-Peru [1]

Resultados
| Data  | Hora  |          | Placar |          | Set 1 | Set 2 | Set 3 | Set 4 | Set 5 | Total | Relatório |
| ----- | ----- | -------- | ------ | -------- | ----- | ----- | ----- | ----- | ----- | ----- | --------- |
| 5 out | 19:00 | Bolívia  | 3–?    | Paraguai |       |       |       |       |       |       |           |
| 5 out | 20:30 | 'Chile ' | 3–0    | Uruguai  | 25–17 | 25–13 | 25–13 |       |       | 75–43 | 75–43     |

### Semifinais
- Local : Coliseo Eduardo Dibos, Lima-Peru

Resultados
| Data  | Hora  |           | Placar |           | Set 1 | Set 2 | Set 3 | Set 4 | Set 5 | Total | Relatório |
| ----- | ----- | --------- | ------ | --------- | ----- | ----- | ----- | ----- | ----- | ----- | --------- |
| 5 set | 12:00 | 'Brasil ' | 3–1    | Argentina | 25–23 | 22–25 | 25–21 | 25-22 |       | 97–69 | 97–91     |
| 5 set | 20:00 | 'Peru '   | 3–0    | Venezuela | 25–22 | 25–15 | 25–22 |       |       | 75–59 | 75–59     |

### Sétimo lugar
- Local : Coliseo Carmela Estrella, Chosica-Peru [1]

Resultado
| Data  | Hora  |          | Placar |         | Set 1 | Set 2 | Set 3 | Set 4 | Set 5 | Total | Relatório |
| ----- | ----- | -------- | ------ | ------- | ----- | ----- | ----- | ----- | ----- | ----- | --------- |
| 5 set | 15:00 | Paraguai | ?–3    | Uruguai |       |       |       |       |       |       |           |

#### Quinto lugar
- Local : Coliseo Carmela Estrella, Chosica-Peru [1]

Resultado
| Data  | Hora  |          | Placar |         | Set 1 | Set 2 | Set 3 | Set 4 | Set 5 | Total | Relatório |
| ----- | ----- | -------- | ------ | ------- | ----- | ----- | ----- | ----- | ----- | ----- | --------- |
| 5 set | 17:00 | 'Chile ' | 3–0    | Bolívia | 25–15 | 25–20 | 25–13 |       |       | 75–48 | 75–48     |

### Terceiro lugar
- Local : Coliseo Eduardo Dibos, Lima-Peru

Resultado
| Data  | Hora  |           | Placar |           | Set 1 | Set 2 | Set 3 | Set 4 | Set 5 | Total  | Relatório |
| ----- | ----- | --------- | ------ | --------- | ----- | ----- | ----- | ----- | ----- | ------ | --------- |
| 6 set | 10:00 | Argentina | 3–2    | Venezuela | 23–25 | 25–13 | 25–22 | 20–25 | 15-11 | 108–85 | Jogo 19   |

### Final
- Local : Coliseo Eduardo Dibos, Lima-Peru

Resultado
| Data  | Hora  |      | Placar |           | Set 1 | Set 2 | Set 3 | Set 4 | Set 5 | Total | Relatório |
| ----- | ----- | ---- | ------ | --------- | ----- | ----- | ----- | ----- | ----- | ----- | --------- |
| 6 set | 14:00 | Peru | 0–3    | ' Brasil' | 19–25 | 21–25 | 16–25 |       |       | 56–75 | 56–75     |

## Classificação final
| Posição | Equipe    |
| ------- | --------- |
| 1       | Brasil    |
| 2       | Peru      |
| 3       | Argentina |
| 4       | Venezuela |
| 5       | Chile     |
| 6       | Bolívia   |
| 7       | Uruguai   |
| 8       | Paraguai  |

|  | Qualificados para o Mundial Infanto-Juvenil de 2007 |

## Prêmios individuais
As atletas que integraram a seleção do campeonato foram :
| MVP (Most Valuable Player) | Leticia Raymundi          | Brasil    |
| Melhor pontuadora          | Romina Bertone            | Argentina |
| Melhor atacante            | Leticia Raymundi          | Brasil    |
| Melhor bloqueadora         | Patrícia Stasiak Meneguci | Brasil    |
| Levantadora                | Zoila La Rosa             | Peru      |
| Melhor sacadora            | Romina Bertone            | Argentina |
| Melhor receptora           | Cinthya Urquiza           | Peru      |
| Melhor líbero              | Maria Valero              | Venezuela |